# (21454) Chernoby
(21454) Chernoby (1998 HE40) – planetoida z grupy pasa głównego asteroid okrążająca Słońce w ciągu 5,64 lat w średniej odległości 3,17 j.a. Odkryta 20 kwietnia 1998 roku.